# The Lovely Bones
The Lovely Bones (tạm dịch là Hình hài dấu yêu) là tên một quyển tiểu thuyết của nhà văn Alice Sebold đã được dựng thành phim qua bàn tay đạo diễn Peter Jackson là một kiệt tác nghệ thuật của tình yêu và ánh sáng qua giọng kể của chính cô bé xuyên suốt hành trình của câu truyện thực sự như đưa người đọc vào chính thế giới của cô bé. Truyện kể về Susie Salmon, một cô bé hồn nhiên bị tên hàng xóm tâm thần cưỡng hiếp và sát hại. Nhưng Susie không chết, cô bé vẫn tồn tại trong thế giới hoàn hảo của chính cô bé, đó là ranh giới giữa hai thế giới. Một nơi không quá gần với thiên đàng và cũng không quá xa trần gian, bằng một cách nào đó,từ chính thế giới của mình cô bé vẫn tác động vào cuộc sống của gia đình mình. Nội dung câu truyện không chỉ đơn giản xoay quanh việc chân lý được tìm ra như thế nào hay việc hồn ma đó tồn tại ra sao mà nó cho ta thấy sự rạn nức trong những mối quan hệ gia đình sau khi cô bé ra đi. Người cha ngày đêm kiếm tìm chân lý cho đứa con gái yêu dấu đã không còn, người mẹ vì không thể chấp nhận nổi việc làm của người cha nên đã bỏ đi. Một ngày nọ, những hành vi phạm tội của tên sát nhân tâm thần bị đưa ra ánh sáng. Tuy hắn đã không bị bắt nhưng cái chết của hắn cũng đủ khiến cho người đọc, người xem hài lòng.